# Данська Суперліга з хокею 2025—2026
Данська Суперліга з хокею 2025—2026 (дан. Superisligaen 2025-26) — 66-й сезон Суперліги. Чемпіонат стартує 9 вересня 2025 року та фінішує у квітні 2026 року.

## Клуби
У Суперлізі беруть участь ті самі дев'ять клубів, що і минулого сезону:
| Клуб                      | Місто         | Арена                 | Заснований |
| ------------------------- | ------------- | --------------------- | ---------- |
| «Ольборг Пайретс»         | Ольборг       | «Гігантіум Айсарена»  | 1967       |
| «Есб'єрг‎ Енерджі»         | Есб'єрг       | «Гренлі Хокей Арена»  | 1964       |
| «Фредеріксгавн Вайт Гокс» | Фредеріксгавн | «Сканел Хокей Арена»  | 1964       |
| «Гернінг Блю-Фокс»‎        | Гернінг       | КВІК                  | 1947       |
| «Герлев Іглс»             | Герлев        | ДФДС                  | 1968       |
| «Оденсе Бульдогс»         | Оденсе        | «Оденсе Аштадіон»     | 1978       |
| «Рунгстед Сеєр Кепітал»   | Рунгестад     | «Горсгольм Скойтегал» | 1941       |
| «Редовре Майті Буллз»     | Редовре       | «Редовре Арена»       | 1964       |
| «Сеннер'юск Айсхокей»     | Хадерслев     | СЕ Арена              | 1963       |

## Регулярний сезон

### Таблиця
| Поз | Команда                 | М | В | ВО | ПО | П | ГЗ | ГП | Різ | О | Кваліфікація |
| --- | ----------------------- | - | - | -- | -- | - | -- | -- | --- | - | ------------ |
| 1   | Гернінг Блю-Фокс        | 0 | 0 | 0  | 0  | 0 | 0  | 0  | 0   | 0 | Плей-оф      |
| 2   | Оденсе Бульдогс         | 0 | 0 | 0  | 0  | 0 | 0  | 0  | 0   | 0 | Плей-оф      |
| 3   | Рунгстед Сеєр Кепітал   | 0 | 0 | 0  | 0  | 0 | 0  | 0  | 0   | 0 | Плей-оф      |
| 4   | Ольборг Пайретс         | 0 | 0 | 0  | 0  | 0 | 0  | 0  | 0   | 0 | Плей-оф      |
| 5   | Есб'єрг‎ Енерджі         | 0 | 0 | 0  | 0  | 0 | 0  | 0  | 0   | 0 | Плей-оф      |
| 6   | Фредеріксгавн Вайт Гокс | 0 | 0 | 0  | 0  | 0 | 0  | 0  | 0   | 0 | Плей-оф      |
| 7   | Сеннер'юск              | 0 | 0 | 0  | 0  | 0 | 0  | 0  | 0   | 0 | Плей-оф      |
| 8   | Герлев Іглс             | 0 | 0 | 0  | 0  | 0 | 0  | 0  | 0   | 0 | Плей-оф      |
| 9   | Редовре Майті Буллз     | 0 | 0 | 0  | 0  | 0 | 0  | 0  | 0   | 0 |              |

### Результати
| Домашня команда                             | Гості   | Гості         | Гості  | Гості   | Гості  | Гості    | Гості   | Гості      | Гості   | Гості | Гості |
| Домашня команда                             | Есб'єрг‎ | Фредеріксгавн | Герлев | Гернінг | Оденсе | Рунгстед | Редовре | Сеннер'юск | Ольборг |       |       |
| ------------------------------------------- | ------- | ------------- | ------ | ------- | ------ | -------- | ------- | ---------- | ------- | ----- | ----- |
| Есб'єрг‎                                     | –       | –             | –      | –       | –      | –        | –       | –          | –       |       |       |
| Фредеріксгавн                               | –       | –             | –      | –       | –      | –        | –       | –          | –       |       |       |
| Герлев                                      | –       | –             | –      | –       | –      | –        | –       | –          | –       |       |       |
| Гернінг                                     | –       | –             | –      | –       | –      | –        | –       | –          | –       |       |       |
| Оденсе                                      | –       | –             | –      | –       | –      | –        | –       | –          | –       |       |       |
| Рунгстед                                    | –       | –             | –      | –       | –      | –        | –       | –          | –       |       |       |
| Редовре                                     | –       | –             | –      | –       | –      | –        | –       | –          | –       |       |       |
| Сеннер'юск                                  | –       | –             | –      | –       | –      | –        | –       | –          | –       |       |       |
| Ольборг                                     | –       | –             | –      | –       | –      | –        | –       | –          | –       |       |       |
| OT — після овертайму. Бул. — після булітів. |         |               |        |         |        |          |         |            |         |       |       |